# Крупко Олександр Петрович
Олександр Петрович Крупко (30 серпня 1898, місто Харків — червень 1971, місто Київ) — радянський діяч, заступник голови Держплану УРСР, в.о. постійного представника Ради міністрів УРСР при Раді міністрів СРСР.

## Життєпис
Народився в робітничій родині. Трудову діяльність розпочав у 1914 році підсобним робітником паровозобудівного заводу.
У 1935 році закінчив Харківський машинобудівний інститут.
Член ВКП(б) з 1938 року.
У 1935—1939 роках — на інженерно-технічних посадах на виробництві.
У 1939—1941 роках — на партійній роботі в Харківському міському комітеті КП(б)У.
З листопада 1941 до 1942 року — в Червоній армії, служив у Військовій раді Південного фронту, воєнінженер 3 рангу. Учасник німецько-радянської війни.
На 1944—1945 роки — 1-й заступник народного комісара державного контролю Української РСР.
На 1950 — січень 1952 року — заступник постійного представника Ради міністрів УРСР при Раді міністрів СРСР. У травні — жовтні 1950 року — в.о. постійного представника Ради міністрів УРСР при Раді міністрів СРСР.
У лютому 1952 — червні 1957 року — заступник голови Державного планового комітету (Держплану) Української РСР.
У червні 1957 — грудні 1962 (оф. березні 1963) року — заступник голови Ради народного господарства (раднаргоспу) Київського економічного адміністративного району.
З березня 1963 року — персональний пенсіонер союзного значення в місті Києві.
Помер у червні 1971 року після тяжкої хвороби в Києві.

## Звання
- Воєнінженер 3 рангу

## Нагороди
- орден «Знак Пошани» (23.01.1948)
- медаль «За перемогу над Німеччиною у Великій Вітчизняній війні 1941—1945 рр.» (1945)
- дві медалі